# Costa Ricas nationalbibliotek
Costa Ricas nationalbibliotek (spanska: Biblioteca Nacional Miguel Obregón Lizano) i San José grundades den 13 oktober 1888 på initiativ av landets president Bernardo Soto Alfaro och övertog boksamlingar från det nedlagda Universidad de Santo Tomás, numera Universidad de Costa Rica, och andra arkiv.
Biblioteket låg först på olika platser men flyttade slutligen till en nybyggd byggnad i centrum av San José. Det har minst tre exemplar av alla böcker som har utgivits i landet samt ett stort antal utländska verk. Man kan inte låna hem böcker, men de kan läsas på plats.

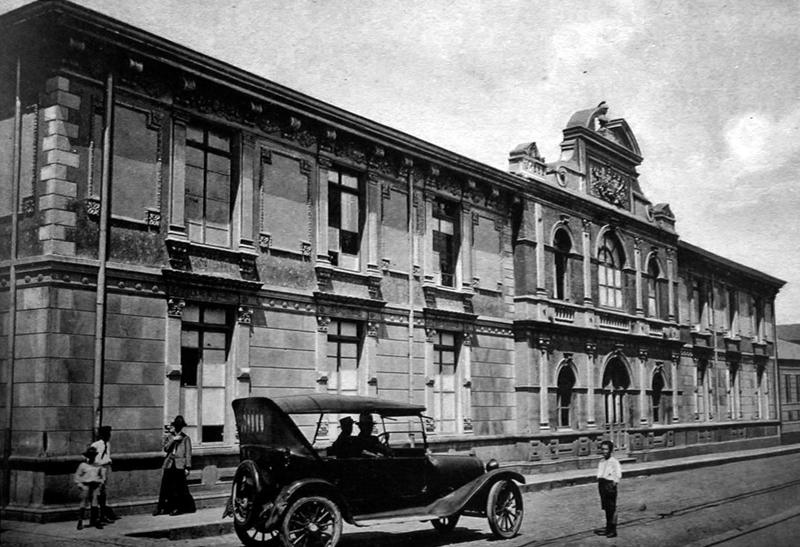
Nationalbibliotekets byggnad omkring 1907.

Den 18 juli 1961 fick   nationalbiblioteket sitt nuvarande namn då det uppkallades efter skolmannen Miguel Obregón Lizano, som ägnat en stor del av sitt liv åt biblioteket och åt att skapa offentliga bibliotek runt om i landet. År 1971 invigdes en ny biblioteksbyggnad av armerad betong.